# Třída 06FFM
Třída 06FFM je perspektivní třída víceúčelových fregat Japonských námořních sil sebeobrany. Představuje vylepšenou verzi fregat předcházející třídy Mogami. Japonsko plánuje stavbu dvanácti plavidel tohoto typu.

## Vývoj

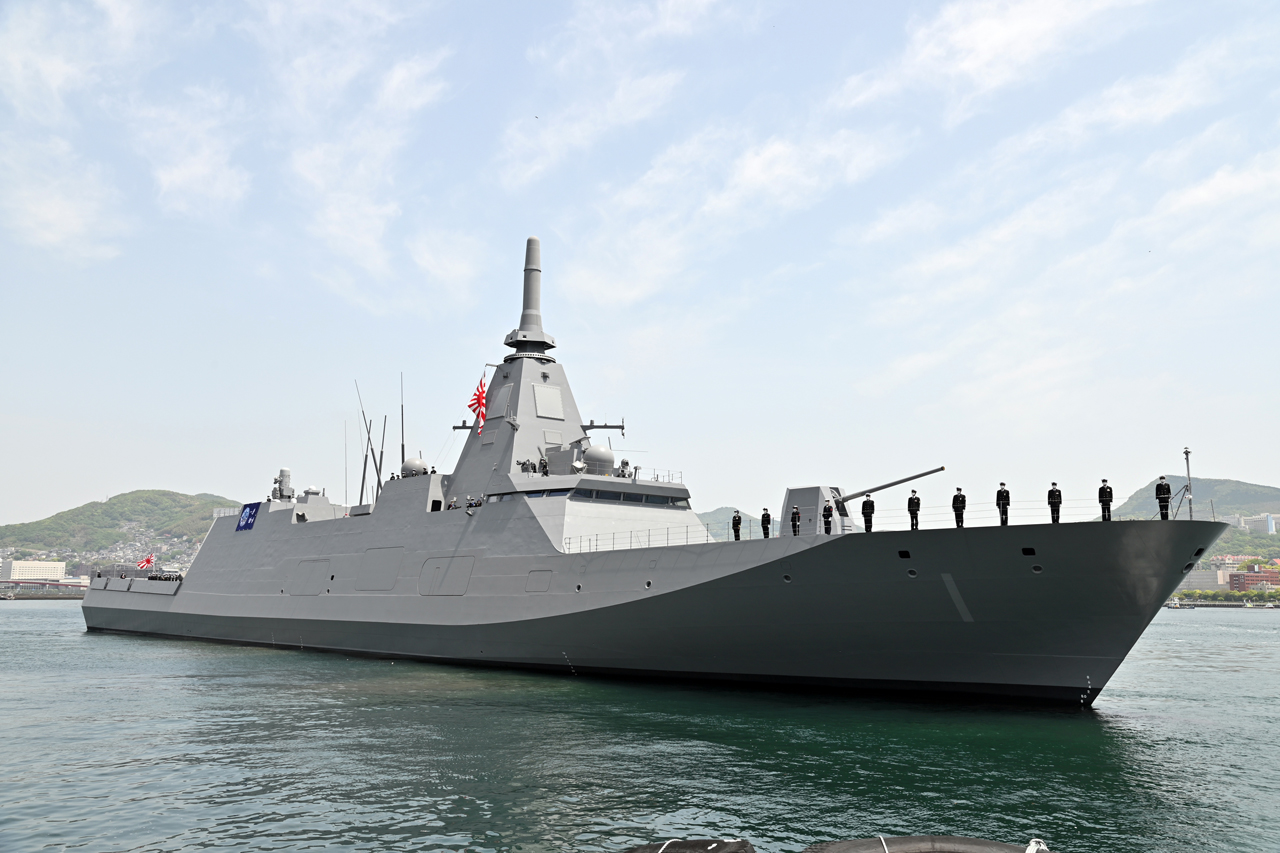
Japonská fregata Mogami (FFM-1) je prototypem stejnojmenné třídy, jejímž dalším vývojem vznikl typ 06FFM.

Jako moderní náhrada fregat třídy Abukuma byly vyvinuty stealth fregaty třídy Mogami (30FFM), jejichž zařazování do služby začalo roku 2022. Původně byla plánována stavba 22 jednotek třídy Mogami. Roku 2023 byla stavba třídy Mogami omezena na dvanáct jednotek, na jejichž stavbu měl navázat další tucet plavidel vylepšené verze 06FFM. Mimo jiné se měly vyznačovat výzbrojí s větším dosahem a posílenými schopnostmi v protiponorkovém boji.
Dne 25. srpna 2023 byla za hlavního kontraktora programu vybrána společnost Mitsubishi Heavy Industries (MHI), přičemž společnost Japan Marine United (JMU) se stala subdodavatelem.

## Konstrukce

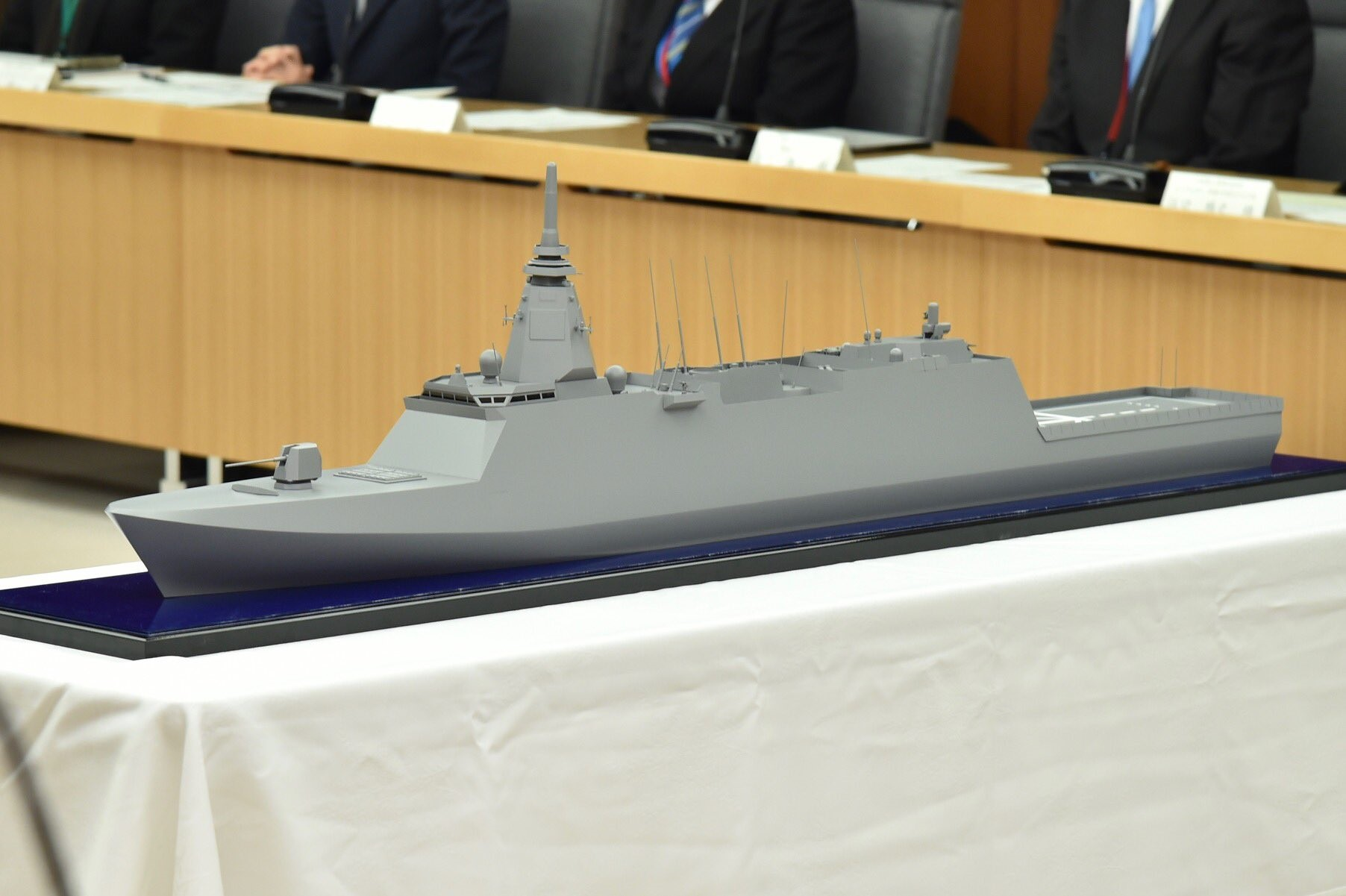
Model fregaty typu 06FFM vystavený v Austrálii

Oproti třídě Mogami bude třída 06FFM větší a s větším výtlakem. Na zádi bude vybaveno vlečným sonarem s měnitelnou hloubkou ponoru a dalším vlečeným sonarovým polem. Sonar slouží i k vyhledávání min. Ve věži na přídi bude 127mm/62 kanón. Za ním bude uloženo 32násobné vertikální odpalovací zařízení pro protiletadlové řízené střely a raketová torpéda typu 07. Možné je nasazení perspektivních protiletadlových střel A-SAM. Údernou výzbroj představují vylepšené protilodní střely typu 12. Na střeše hangáru bude umístěn systém blízké obrany SeaRAM. Na zádi se nachází přistávací plocha a hangár pro vrtulník Sikorsky SH-60 Seahawk. Fregata bude moci vypouštět vzdušné, hladinové i podhladinové drony. Pohonný systém je koncepce CODAG. Tvoří jej plynová turbína a dva diesely. Nejvyšší rychlost přesáhne třicet uzlů.

## Export
Australské královské námořnictvo vybralo fregaty typu 06FFM pro modernizační program SEA 3000, v rámci kterého mají být získány víceúčelové fregaty, které nahradí třídu Anzac a ve službě zároveň doplní špičková plavidla třídy Hunter.